# 보라매병원 사건
보라매병원 사건은 1997년 12월 4일 술에 취해 화장실에 가다 넘어져 머리를 다친 남성을 부인이 퇴원시킨 사건이다. 대법원 판결을 통해 의학적 권고에 반하는 환자의 퇴원(discharge against medical advice)에 대해 의사를 살인방조죄로 처벌하였다.

## 사건의 개요
피해자는 보라매병원에서 뇌수술을 받아 혈종을 제거하였으나 뇌부종으로 자발호흡이 돌아오지 않아 인공호흡기를 부착하여 치료를 받았다.
'부르면 눈을 뜨고 있는 상태', '빛에 대한 반사', '통증을 가하면 반응함' 등을 보여 의식이 회복되는 추세였지만, 자발 호흡을 하지 못하고 있었기 때문에 퇴원을 하면 사망할 것이 뻔한 상태였다.
부인은 남편이 금은방 사업에 실패한 후 직업 없이 가족에 대한 구타를 일삼은 것 때문에 남편이 살아남을 경우 가족에게 짐만 될 것이고, 이미 260만원의 치료비가 발생했는데 앞으로 발생할 추가 치료비를 부담하기도 힘들다고 보고 경제적 부담을 이유로한 퇴원을 요구했다.
12월 6일 오후 2시 의료진은 퇴원시 사망가능성을 설명한 후 아내와 의료진은 퇴원 후 피해자의 사망에 대해 법적인 이의를 제기하지 않겠다는 귀가서약서에 서명했다.
의료진은 인공호흡기를 제거한 후 수동 인공호흡을 한 채 구급차로 이송하다가 피해자의 자택에서 피해자의 부인에게 이 사실을 고지한 후 인공호흡을 중단하고 환자를 인계했다. 5분 뒤 피해자는 사망하였다.

## 판결
1심에서 피해자의 부인, 담당의사, 담당의사를 보조한 3년차 수련의, 1년차 수련의를 살인죄의 부작위범으로 처벌하였으나, 2심에서 1년차 수련의(인턴)을 제외(무죄)한 의료진을 살인죄의 방조범(작위에 의한 살인방조범)으로 인정하였다.
법원은 정상을 참작하여 의료진은 물론 살인죄의 주범인 피해자의 부인에게도 집행유예를 선고했다.
살인죄의 방조범으로 처벌받은 의료진은 상고하였으나 대법원은 상고를 기각했다. 

## 여파
이 사건이후 병원에서는 소생가능성이 없는 환자의 퇴원 요구도 거절하게 되었고, 안락사 논의에 영향을 끼쳤다.

## 같이 보기
- 의학적 권고에 반하는 환자의 퇴원(영어판)
- 존엄사
- 안락사
- 김할머니 사건
- 서울특별시 보라매병원